# معاون‌های مدرسه
معاون‌های مدرسه (انگلیسی: Vice Principals) یک سریال کمدی آمریکایی از شبکه اچ‌بی‌او با بازی دنی مک‌براید و والتون گاگینز است. همچنین جورجیا کینگ، باسی فیلیپ و شیا ویگهام در این مجموعه حضور دارند. این مجموعه که در دو فصل پخش شد، ماجراهای دو معاون مدرسه را در طول یک سال تحصیلی به تصویر می‌کشد. تاریخ پخش معاون‌های مدرسه در سال ۲۰۱۶ و ۲۰۱۷ بود.